# Boris Bondarev
Boris Bondarev (* 1980/1981) je ruský diplomat.
Do 23. května 2022 pracoval v Ženevě jako poradce ruské stálé mise při OSN a věnoval se zejména odzbrojení. V tento den na svou funkci rezignoval kvůli nesouhlasu s ruskou invazí na Ukrajinu. Je patrně prvním ruským diplomatem, který se kvůli invazi oficiálně vzdal funkce. Od té doby žije ve Švýcarsku.
V rezignačním dopise uvedl, že se za Rusko nikdy nestyděl více. „Putinova rozpoutaná agresivní válka s Ukrajinou a vlastně s celým západním světem je nejen zločinem proti ukrajinskému lidu, ale pravděpodobně i nejtěžším zločinem proti ruskému lidu,“ uvedl Bondarev.
„Ti, kteří vymysleli tuto válku, chtějí jediné – navždy zůstat u moci, žít v pompézních nevkusných palácích, plavit se na jachtách, jejichž tonáž a cena je srovnatelná s celým ruským námořnictvem, užívat si neomezenou moc a naprostou beztrestnost,“ uvedl dále Bondarev. Aby svého cíle dosáhli, jsou podle něj ochotni „obětovat tolik životů, kolik je třeba“.
Západ by podle něj měl posílit vojenskou pomoc Ukrajině, aby Putinův režim porazila. Ten bude podle něj vždy „zdrojem války, agrese a destabilizace“, a mír je tak možný pouze bez Putina.